# Dormakaba
Pour les articles homonymes, voir Kaba.
 (juillet 2018).
Si vous disposez d'ouvrages ou d'articles de référence ou si vous connaissez des sites web de qualité traitant du thème abordé ici, merci de compléter l'article en donnant les références utiles à sa vérifiabilité et en les liant à la section « Notes et références ».
Dormakaba Holding AG (anciennement Kaba Holding AG) est un groupe de l'industrie de la sécurité ayant son siège à Rümlang, dans le canton de Zurich. La société est cotée à la SIX Swiss Exchange (DOKA).
Le groupe Dormakaba emploie plus de 15 000 personnes dans plus de 50 pays et a réalisé un chiffre d'affaires de 2,85 milliards de francs suisses au cours de l'exercice 2022/23, soit une croissance de 3,3 % par rapport à l'année précédente.
Depuis le 1er juillet 2023, la structure organisationnelle de dormakaba se compose de l'activité commerciale mondiale principale Access Solutions et Key & Wall Solutions - soutenue par des Global Functions comme par exemple Operations et Innovation. L'activité OEM (Original Equipment Manufacturer) de la région Asie-Pacifique a été déplacée vers Key & Wall Solutions et rebaptisée Key & Wall Solutions and OEM (KWO).
Dans le nouveau modèle commercial, dormakaba se concentre sur les marchés clés. Ces marchés clés comprennent les cinq plus grands marchés Access Solutions - Allemagne, Suisse, Grande-Bretagne et Irlande, Amérique du Nord et Australie, qui représentent ensemble 65 % du chiffre d'affaires Access Solutions - ainsi que les deux marchés à plus forte croissance en Chine et en Inde.Structure.

## Histoire
Le groupe Dormakaba est créé en 2015 par la fusion de la société familiale allemande Dorma et du groupe suisse Kaba. La fusion planifiée est annoncée le 30 avril 2015. Fin août 2015, elle est approuvée par les autorités de la concurrence. Le groupe Dormakaba commence ses activités le 1er septembre 2015.

### Histoire Kaba
En 1862, Franz Bauer fonde l'entreprise Kaba, serrurerie et fabricant de coffres-forts à Zurich. En 1915, la société est reprise par Leo Bodmer qui fonde Bauer AG. En 1934, l'inventeur et bricoleur Fritz Schori invente la première serrure à cylindre avec système de clé réversible. Bauer AG fait breveter l'invention et donne à la serrure le nom du fondateur de l'entreprise Franz Bauer, connu dans le langage populaire comme « Kassabauer » (constructeur de caisses) - Kaba, en version courte[réf. nécessaire].
En 1968, Bauer AG ouvre une nouvelle usine d'équipements pour les banques à Rümlang. Simultanément, commence la création des premières sociétés de production et de vente à l'étranger. La société Kabalocks Ltd London est créée en Angleterre et la société Bauer G.m.b.H. en Autriche, à Eggenburg.
En 1974, l’usine de systèmes de fermeture à Wetzikon est construite. Au cours de la même année, la société Bauer AG se réorganisa en Bauer Holding AG, à Zurich.
Entre 1988 et 1998, Bauer Holding AG acquiert successivement les sociétés Benzing Zeit + Datentechnik GmbH, Gallenschütz Sicherheitstechnik GmbH, Inform Objektschutz GmbH, Gallenschütz Sicherheitstechnik GmbH, Gilgen AG pour des systèmes de portes et de portails et Grundmann Schliesstechnik (marque GeGe) à Herzogenburg en Autriche.
En 1995, Bauer Holding AG change de raison sociale pour devenir Kaba Holding AG.
Kaba acquiert Unican Security Systems en 2001 à Toronto pour 880 millions de dollars.
En 2006, a lieu l'acquisition du groupe chinois Wah Yuet, les 20 % restant ayant été acquis deux ans plus tard. Au cours de la même année, ont lieu les acquisitions de la société américaine Computerized Security Systems Inc. (CSS) avec les marques Saflok et La Gard, ainsi que du partenaire de distribution néerlandais H. Cillekens Zn.B.V. pour 1,5 million d'euros et la fusion de sa filiale Silca avec Tuff Engineering Inc. sous la joint-venture de Minda Silca Engineering Ltd. L'année suivante, la joint-venture avec la société indienne Minda Group donne naissance à la société Dorset Kaba Security Systems Pvt. Ltd., où la part de Kaba passe de 49 % à 74 % en 2014.
En 2008, Kaba obtient la médaille d'or du « Security Innovation Award » pour la nouvelle technologie d'identification RCID.
En 2011, le segment Door Automation est vendu à la société japonaise Nabtesco. Au cours de la même année, Kaba acquiert l'entreprise germano-américaine e-Data, un spécialiste de prestations basées sur le web, combinant le contrôle d'accès et la gestion des temps.
2015 fut l'année de fusion avec Dorma.

### Histoire Dorma
- 1908 : fondation de Dörken & Mankel KG à Ennepetal (DE)
- 1950 : entrée dans le marché de ferme-portes
- 1962 : fabrication de portes automatiques
- 1976 : entrée sur le marché des ferrures pour l’agencement du verre
- 1978 : premier site de production à Singapour (SG)
- 1987 : produits de sécurité et systèmes de contrôle des issues de secours
- 1999 : Acquisition de Groom
- 2002 : entrée sur le secteur des cloisons de séparation mobiles
- 2013 : chiffre d’affaires annuel de plus de 1 milliard d’euros
- 2015 : fusion avec Kaba

## Domaines d'activité
- Ferme-portes et verrouillages
- Contrôle d’accès et gestion des temps
- Portes automatiques et obstacles physiques
- Cylindres et organigrammes
- Serrures de haute sécurité et serrures pour coffres-forts
- Systèmes de gestion hôtelière
- Systèmes à clé
- Systèmes de séparation d’espaces
- Systèmes d'évacuation et de voies de secours

## Marques
Dormakaba est présent avec les marques suivantes :
- Dormakaba
- Dorma Hüppe
- Silca
- Ilco
- BEST
- Kilargo
- Modernfold
- Probuck
- Skyfold